# 墨湖港駅
墨湖港駅（ムコハンえき）は大韓民国江原特別自治道東海市釜谷洞にある韓国鉄道公社墨湖港線の駅である。

## 歴史
- 1940年7月31日：鉄岩 - 当駅間の開通に伴い普通駅として営業開始。
- 1961年5月5日：北坪駅 - 玉渓間の開通に伴い、旅客取扱を停止。
- 1962年8月6日：駅舎新築工事着工。
- 1962年11月3日：新駅舎竣工。
- 1970年1月1日：当駅 - 墨湖間の連絡線が開通[1]。
- 1971年9月30日：埠頭の営業を弘益会に移管。
- 1996年12月26日：現駅舎竣工。

## 駅周辺
駅名になっている墨湖港には墨湖駅からの方が近い。
- 泉谷港